# Hurghada
Hurghada (eller Al Ghardaqah) er en by i det østlige Egypten med et indbyggertal på ca. 214.247 (2023) indbyggere. Byen, der ligger ved kysten til det Røde Hav, er et af Egyptens mest populære turistmål, med over en million besøgende om året.